# Cascade Cycling Classic (mannen)
De Cascade Cycling Classic was een meerdaagse wielerwedstrijd in de Verenigde Staten die in 1980 voor het eerst werd georganiseerd in en rondom Bend, Oregon. In 1986 werd voor het eerst ook een versie voor vrouwen georganiseerd.